# Pseudanthessius thorellii
Pseudanthessius thorellii är en kräftdjursart som först beskrevs av Brady och Robertson 1875.  Pseudanthessius thorellii ingår i släktet Pseudanthessius och familjen Pseudanthessiidae. Inga underarter finns listade i Catalogue of Life.